# Cynthia Hollandsworth Batty
Cynthia Hollandsworth Batty, geb. Cynthia Hollandsworth (* 8. Juli 1956 in Washington) ist eine US-amerikanische Schriftgestalterin.

## Beruflicher Werdegang
Cynthia Hollandsworth Batty erhielt ihre Ausbildung am California College of Arts and Crafts in Oakland und war in den frühen 1980er Jahren Herausgeberin der Zeitschrift Calligraphy Idea Exchange. Sie spielte eine wichtige Rolle bei der Frage nach der Schriftlizenzierung und war über viele Jahre Vorsitzende und Vorstandsmitglied der ATypI. Batty initiierte in dieser Position u. a. die ›Anti-Piracy‹-Kampagne in den 1990er Jahren. Um ihre eigenen Schriften zu vertreiben, gründete sie Mitte der 1980er Jahre AlphaOmega Typography. 1987 folgte die Gründung der Typeface Design Coalition, um den gesetzlichen Schutz von Schriftentwürfen und Software in den USA zu sichern.
1988 wurde sie Managerin der Abteilung Schriftentwurf und -entwicklung bei Agfa Compugraphic sowie Beraterin des ITC Typeface Review Board. Ende der 1990er Jahre arbeitete sie im Entwicklerteam von Agfa mit, das die SAP-Software firmenweit einführte. Später wurde sie Vizepräsidentin der Operational Systems bei Simon & Schuster, einer Abteilung von Viacom. Anschließend wechselte sie als Beraterin zu Technology Partners International.

## Werke
Cynthia Hollandsworth Batty gestaltete unter anderem folgende Schriften:
- Vermeer (1986)
- Hiroshige™ (1986)
- ITC Tiepolo® (1987)
- Agfa Wile™ (1998)
- Pompei Capitals (1995)
- Synthetica (with Philip Bouwsma, 1996)